# Código ATC M09
O Código ATC M09 (Outros medicamentos para perturbações do sistema musculoesquelético) é um subgrupo terapêutico da classificação ATC (Anatomical Therapeutic Chemical Classification System), um sistema de códigos alfanuméricos desenvolvido pela Organização Mundial da Saúde (OMS) para classificar medicamentos e outros produtos médicos. O subgrupo M09 faz parte do grupo anatômico M (sistema musculoesquelético).
Os códigos para uso veterinário (códigos ATCvet) podem ser criados colocando a letra Q antes do código ATC para uso humano: por exemplo, QM09. Os códigos ATCvet sem os códigos ATC humanos correspondentes são citados com a letra Q inicial nessa lista. 

## M09A Outros medicamentos para doenças do sistema musculoesquelético

### M09AAQuininae derivados
M09AA01 Hidroquinina
M09AA72 Quinina, associações com psicolépticos

### M09AB Enzimas
M09AB01 Quimopapaína
M09AB02 Colagenase clostridium histolyticum
M09AB03 Bromelaínas
M09AB52 Tripsina, associações

### M09AX Outros medicamentos para doenças do sistema musculoesquelético
M09AX01 Ácido hialurônico
M09AX02 Condrócitos, autólogos
M09AX03 Atalureno
M09AX04 Drisapersen
M09AX05 Ácido aceneurâmico
M09AX06 Eteplirsen
M09AX07 Nusinersen
QM09AX90 Células-tronco equinas
QM09AX99 Combinações